# Schanztunnel (Murrbahn)
Der Schanztunnel ist ein 860 m langer Eisenbahntunnel bei Fichtenberg im Landkreis Schwäbisch Hall. Er unterquert die Passhöhe Schanz und verbindet als Teil der Murrbahn das obere Murrtal und den Haltepunkt Fornsbach mit Fichtenberg und dem Tal der Rot.
Wie der weiter östlich bei Gaildorf liegende 415 m lange Kappelesbergtunnel wurde der Querschnitt des Schanztunnels für eine zweigleisige Strecke ausgelegt. Die Bahnstrecke selbst ist nur eingleisig und seit 1995 elektrifiziert. Das Gleis liegt in der Tunnelmitte.
Aufgrund des schlechten Bauwerkszustands soll der Schanztunnel erneuert werden, entweder im Bestand mit Tunnel-im-Tunnel-Methode oder als Ersatzneubau in Parallellage, wonach der alte Tunnel verfüllt wird. Dabei wird weiter eingleisig geplant, was von mehreren Seiten kritisiert wird.

## Geschichte

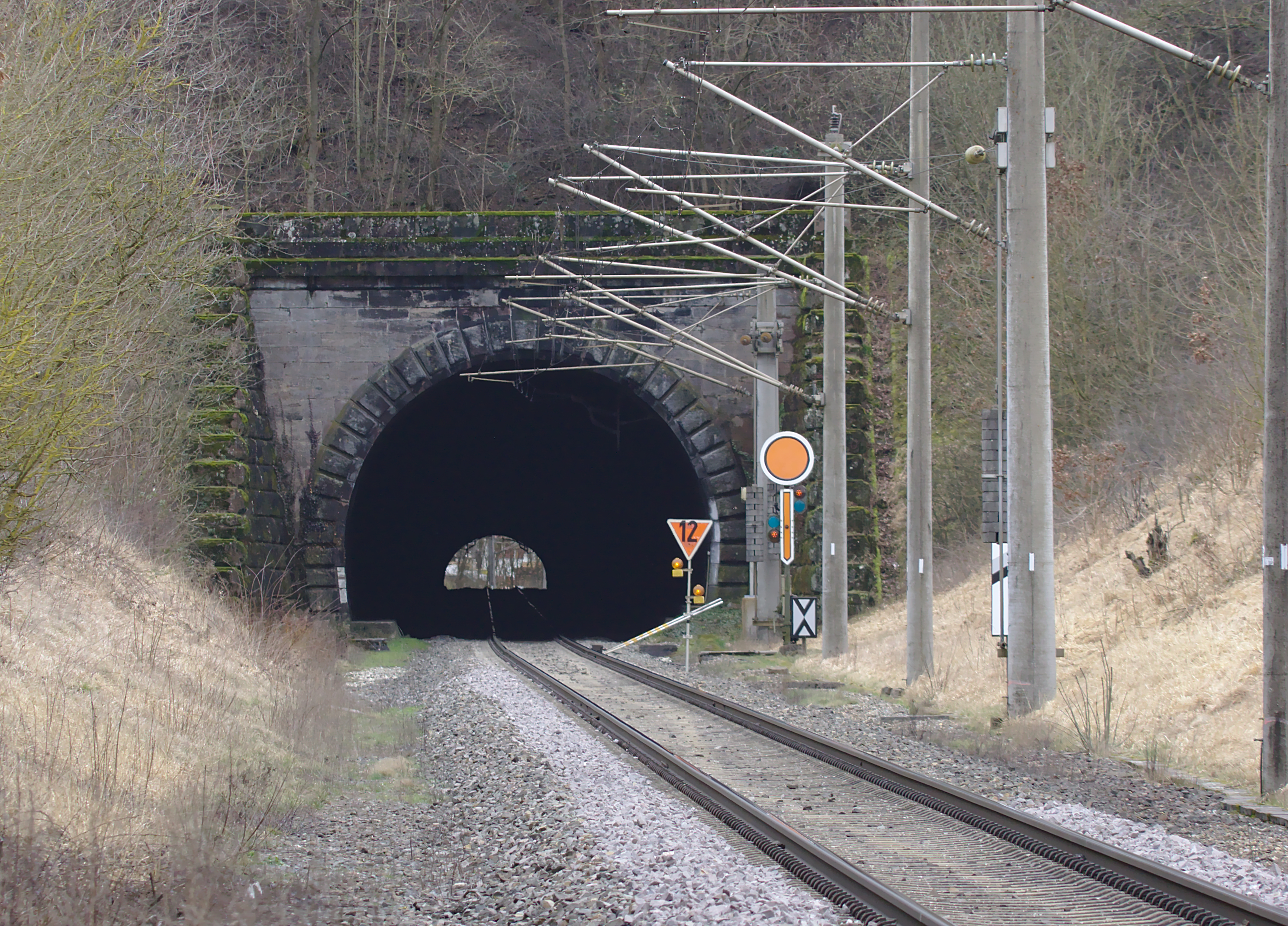
Schanztunnel von Westen aus gesehen (Bahnübergang Plapphof)

1878 ging die Eisenbahnstrecke Backnang-Murrhardt in Betrieb, 1879 die Strecke von Hessental nach Gaildorf. Der Schanztunnel wurde in den Jahren 1878 bis 1880 als zweigleisiger Tunnel bergmännisch aufgefahren und mit Sandsteinquadern ausgemauert. Die maximale Überlagerung des Tunnels beträgt ca. 90 m. Mit der Fertigstellung der Strecke zwischen Murrhardt, durch Schanztunnel und Kappelesbergtunnel bis Gaildorf im Jahr 1880 war die kürzeste Verbindung zwischen Stuttgart und Nürnberg über die Murrbahn hergestellt. 
Der Schanztunnel war nach dem Hochdorfer und dem Weinsberger Tunnel drittlängster Tunnel im Streckennetz der K.W.St.E.
Im Zweiten Weltkrieg beabsichtigte die SS die Sprengung des Schanztunnels. Das kurz vor der Ausführung stehende Vorhaben wurde jedoch durch das beherzte Eingreifen des Gaildorfer Bürgermeisters verhindert, der eine wirtschaftliche Abkoppelung seiner Region befürchtete.
1995 wurde der Fahrdraht verlegt und die Strecke elektrifiziert.

## Sanierung oder Ersatz
Aufgrund des im Berginnern im Gipskeuper (Grabfeld-Formation) vorhandenen Anhydrits quillt das Tongestein bei Wassereintritt, wodurch sich die Tunnelsohle hebt. Wiederholt mussten deshalb insgesamt vier Meter (Stand: 2006) Erdreich (lotrecht gemessen) abgetragen werden.
Aufgrund des maroden Zustands und des Sanierungsbedarfs plant DB Netz, den Tunnel im Jahr 2030 komplett zu erneuern. Sowohl eine Erneuerung im Bestand als auch ein kompletter Neubau wurden dabei in Betracht gezogen. Anfang 2021 begann die Vorplanung für einen neuen Tunnel.

### Disput um Eingleisigkeit
Im Gegensatz zum bisherigen Schanztunnel ließe der Querschnitt des neuen Tunnels nur Platz für ein Gleis. Laut der Konzernbevollmächtigten der Deutschen Bahn für Baden-Württemberg lasse sich gemäß Prognose des Bundesverkehrswegeplans 2030 „kein Bedarf für einen zweigleisigen Tunnel ableiten.“